# Willem Ogier
Pour les articles homonymes, voir Ogier.
Willem, Guilielmus, Guillelmus ou Guilliam (en français Guillaume) Ogier, baptisé à Anvers le 17 juillet 1618 et mort dans sa ville natale le 22 février 1689, est un dramaturge des Pays-Bas méridionaux au XVIIe siècle.  La devise d'Ogier était Liefde doet Sorgen (« L'Amour donne du zèle »).

## Biographie

### 1618-1639: jours de famine et de détresse
Ces parents étaient de confession protestante et appartenaient à la petite classe moyenne.  Peu après sa naissance, Willem et ses parents, Frans Ogier et Anna de Potter, durent quitter la ville d'Anvers pour s'installer aux Pays-Bas septentrionaux, plus particulièrement à Amsterdam.  Ils avaient sans doute quitté les Pays-Bas méridionaux en raison de leurs convictions.  En 1628, devenue veuve, Anna revint avec son fils à Anvers après la mort de son père,.
Elle habitait la maison Den Gulden Os (Le Bœuf d'or), rue Breede.  Encore en 1628, elle commença une école d'artisanat à Anvers.  Accepter des élèves lui fut toutefois interdit par le magistrat d'Anvers, agissant à la demande de la guilde des enseignants après que celle-ci eut reçu des plaintes.  Anna n'étant pas affiliée à cette organisation et, en outre, soupçonnée de sédition protestante, elle dut fermer son école par ordre de la ville en 1633.  Par la vente de tricots et de dentelles aux fuseaux, elle essayait de gagner un peu d'argent.
Avant de devenir un homme respecté, le jeune Ogier se fit une réputation de débauché.  À l'âge de dix-sept ans, il écrivit le jeu Droncken Heyn (Jean, l'ivrogne, par la suite rebaptisé De gulsigheydt, ou La Gourmandise).  Cette pièce connaîtra un succès durable, mais pas de prime abord,.  Bien qu'ayant assisté à des représentations de pièces de théâtre à l'école des frères augustins, où il apprit également le latin et le grec, son auteur ne connaissait que peu les règles de cet art et, par conséquent, la pièce fut rejetée par la chambre de rhétorique De Olijftak (Olyf-tack = rameau d'olivier),.  Toutefois, il est clair qu'Ogier avait connu par expérience le monde bigarré qu'il avait représenté,. 
Plus tard, il devint professeur et sut adapter son mode de vie à cette nouvelle position sociale,.
Le 15 janvier 1638, à l'âge de dix-neuf ans, il devint père d'une fille, ce qui le força, comme de coutume à l'époque, à épouser la mère, Cornelia Loemans, ce qui se fit le 29 mai 1638.  Mais le bébé mourut peu après et Cornelia suivit sa fille le 10 novembre 1638.  De surcroît, Ogier, qui avait repris le magasin de sa mère, fit faillite et, le 30 décembre 1638, ses biens furent vendus.

### 1639-1647: quelques péchés capitaux
Pendant ce temps, ses ambitions littéraires n'avaient cessé d'augmenter.  En 1639, il lui fut permis de réciter son Droncken Heyn à la chambre De Olijftak.  Initialement, la pièce avait été rejetée parce qu'Ogier ne s'en tenait pas au nombre fixe de syllabes par vers.  De plus, son jeu était plus long qu'une farce ordinaire, quoique pas aussi long qu'une comédie.  Ce qui semblait d'abord une déception, c'est-à-dire l'accueil de la pièce, prit toutefois un autre tournant lorsque Joan Janssens, un rhétoricien chevronné, attentif aux innovations apportées par le jeune poète, rendit possible la représentation du jeu d'Ogier le 18 octobre 1639, à la fête de saint Luc, le saint patron de cette chambre.  La pièce connut un grand succès. 
Droncken Heyn, un jeune joyeux luron, qui gaspille l'argent de sa femme âgée dans les auberges en buvant, reçoit en état d'ébriété le message que sa femme est décédée.  Les veilleurs de nuit essaient de le pousser dans les bras d'une jeune fille enceinte.  Quand il est sur le point de l'épouser apparaît non seulement le jeune homme qui l'avait engrossée, mais aussi sa femme, qui ne s'était qu'évanouie.  Enveloppée dans un drap, ressemblant ainsi à un fantôme, sa femme lui fait la leçon.
De la chambre qui avait produit sa première pièce connue, De Olijftak, Ogier devint le facteur, une fonction qu'il occupera au sein de cette société littéraire jusqu'au moment où celle-ci fusionnera avec celle des Violieren, qui était un vrai département d'art dramatique de la guilde de saint Luc. 
En été 1643, Ogiers devint maître d'école.  En 1644, il fut inscrit à la guilde des enseignants. 
De hooveerdigheydt (1644, L'Orgueil), De gramschap (1645, La Colère), De onkuysheydt (1646, La Fornication) et Den haet en nydt (1647, L'Envie) sont des pièces, comme De gulsigheydt (La Gourmandise), inspirées chacune d'un des sept péchés capitaux, dans lesquelles il sut traiter des motifs habilement conçus et inspirés par Gerbrand Adriaenszoon Bredero, toutefois sans son génie éclatant, dans des vers de mirliton qui se rapprochent de façon surprenante de la langue vernaculaire.  Dans De hooveerdigheyt, Ogier imite le Spaanschen Brabander (Le Brabançon espagnol) de Bredero, de 1617.  Dans ces pièces, vivre dans la débauche ne mène non seulement à des malentendus hilarants, mais dans la pièce traitant de la luxure, même à la mort de deux personnages.

### 1647-1661: un homme respecté
Le 11 janvier 1648, il se maria, en secondes noces et contre son gré, avec Maria Schoenmakers, une fille de dix-sept ans, après l'avoir engrossée ; une fille issue de cette union, Barbara, baptisée dans l'église Saint-Georges le 17 février 1648, deviendra également autrice.  L'agrandissement du ménage le fit déménager rue Appel, abandonnant la demeure de sa mère, qui tombera par la suite dans la pauvreté la plus absolue.  Il eut une deuxième fille, Anna, baptisée dans la cathédrale Notre-Dame d'Anvers le 14 février 1650, et un fils, Joannes Franciscus, baptisé dans la principale église le 8 mai 1652.  Le 24 janvier 1655, un quatrième fils, né du même mariage, fut baptisé dans la même église.  Cet enfant, Willem, suivra le sort de son frère aîné, mort au berceau. 
En 1657, il devint ancien de la guilde de Saint-Ambroise et, en 1659, adjoint de cette corporation d'enseignants qui, en 1660, offre la doyenneté (présidence) et la fonction de maître de chapelle. 
Encore en 1660, la chambre de Violieren, filiale en déclin de la guilde de saint Luc, dans sa tentative d'attirer Ogier, qui avait déjà réussi à raviver leur théâtre dans le passé, ordonna à Peeter Thys de peindre son portrait.  Le portrait n'est connu de nos jours que par l'eau-forte de Gaspar Bouttats.  Les négociations entre Ogier et les Violieren menèrent à la fusion avec la chambre De Olijftak, décidée le 13 juillet 1661. 
La chambre fusionnée prit le nom de l'Olijftak et Ogier devint son facteur (le poète en titre, qui représente la chambre aux concours).
La première pièce qu'il écrivit pour cette nouvelle chambre de rhétorique fut la Turksche historie van Mahomet en Erena (L'Histoire turque de Mahomet et d'Erena), représentée le jour de saint Luc, c'est-à-dire le 18 octobre 1661.  La pièce n'a pas été conservée.

### 1661-1689: les dernières décennies
Après être devenu doyen de la guilde et même facteur de la chambre de rhétorique De Olijftak (1661), Ogier ne fit que peu parler de lui. 
Le 6 novembre 1662, en sa qualité de doyen de la guilde des enseignants, Ogier cosigna, avec l'écolâtre et les autres administrateurs de la guilde, une requête introduite auprès du magistrat d'Anvers afin d'obtenir de celui-ci que les « nombreuses personnes étrangères affluant » à Anvers pour y dispenser l'enseignement, en infraction aux dispositions des placards, fussent poursuivies. 
Le 17 avril 1664, les revenus de son école ayant augmenté, Ogier put acquérir la maison où il habitait entretemps, rue Zilversmid .
Respectivement en 1671 et en 1672, les éditions de Haet en nydt et De gramschap parurent dans une adaptation destinée à un public amstellodamois et connurent de nombreuses réimpressions.  Toutefois, De gramschap fut publiée sous le titre Den moetwilligen bootsgezel sous le nom du comédien amstellodamois Jacob Sammers.  Ces pièces furent représentées à Amsterdam jusqu'au XVIIIe siècle. 
Vers ses soixante ans, il se remit à écrire : De traegheydt (1677, La Paresse), en alexandrins, et De gierigheydt (1678, L'Avarice).  Réunies sous le titre De seven hooft-sonden (Les Sept Péchés capitaux), les pièces traitant des péchés capitaux parurent en 1682 et furent réimprimées en 1715 et en 1889.  Le dialogue captivant, les personnages typiques, le mélange saisissant du comique et du sérieux font de ces courtes pièces - d'environ 1 000 vers - un phénomène unique dans la littérature des Pays-Bas méridionaux du XVIIe siècle.  La farce d'Ogier De traegheydt fut représentée le 18 octobre 1677, après une pièce de sa fille Barbara, jouée le même jour à la chambre fusionnée De Olijftak : la tragédie De getrouwe Panthera (La Panthère fidèle).  Sa fille Barbara se mariera en 1680 avec le sculpteur Willem Kerrickx,.
Ogier prit trente ans pour achever son cycle, s'inspirant en partie de la pièce Warenar de Hooft.  Son œuvre est désormais célèbre pour ses scènes populaires et dynamiques, ainsi que pour son langage approprié.

## Ogier aux XIXeet XXesiècles
Max Rooses traita de lui dans son Schetsenboek (Carnet de croquis) de 1882.  Il fut commémoré en 1889 au Théâtre royal néerlandais d'Anvers.  Son buste en marbre fut dévoilé à côté de celui de Vondel.  On joua sa pièce Haet en nydt.  Sa farce Belachelyk misverstant fut représentée sur la Grand-Place.  Les Sept Péchés capitaux furent réédités par Willem van Eeghem à Schaerbeek en 1921.

## Œuvre

### Remarques générales

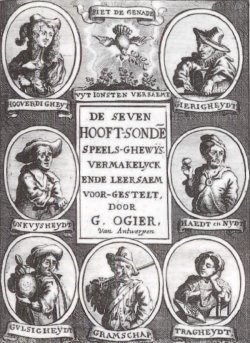
De seven hooft-sonden, speels-ghewijs, vermakelyck ende leersaem voor-gestelt, ouvrage rassemblant les sept pièces d'Ogier sur les péchés capitaux, publié à Anvers et à Amsterdam (chez Michiel de Groot, libraire au Nieuwen dijck, en 1682)

Dans ses comédies, ou plutôt dans ses farces, on rencontre assez souvent de l'originalité et de la verve, parmi beaucoup de platitudes et d'obscénités.
Avec ses farces, Ogier a produit, dans l'ensemble, des comédies de qualité.  Ses points faibles se situent dans la caractérisation des personnages et dans l'insuffisance ou l'invraisemblance de la structure.  Il dessine des caractères assez semblables et à la psychologie peu approfondie.  En général, il porte sur la scène des gens très simples, appartenant au menu peuple et pourvus d'un tempérament anversois, sanguin, de qui l'un ou l'autre défaut domine toutes les autres caractéristiques.  La plupart des personnages secondaires demeurent dans l'ombre.  L'intrigue comporte souvent un malentendu, émanant de jeux de mots ou découlant de changements de nom, et n'est pas toujours un processus logique : trop est laissé au hasard. 
En revanche, les pièces ont des mérites qui compensent largement les défauts : la capacité de maintenir jusqu'au bout la puissance comique de certaines situations ; le talent d'assujettir les éléments d'une pièce au jeu et à l'acte, non dans leur développement logique, mais dans un resserrement ; le réalisme des scènes représentées ; la véracité et le naturel ; le dialogue élégant et spirituel ; la langue riche et expressive ; l'humeur populaire, dégénérant souvent en platitudes grossières.  Ogier ne témoigne pas plus de bon goût et de raffinement dans l'art que ses contemporains de la république aux Pays-Bas septentrionaux : les situations qu'il dépeint sont souvent très rudes et indélicates.  Pourtant, il manifeste des intentions explicitement moralisatrices : pour mieux le battre, il veut rendre au vice sur la scène un visage des plus ridicules.  Les lecteurs d'une époque ultérieure n'appréciaient vraisemblablement pas les réflexions moralistes qui suivent la représentation colorée du péché.  Toutefois, il faut se rendre compte qu'en congruence avec l'esprit de son temps, le poète n'a pas reculé devant la description des plaies souillées dans toute leur laideur avant de pouvoir y appliquer un remède radical.  Cela fait de lui un représentant typique de son siècle, dont il continue honorablement la tradition dramaturgique, du moins dans le genre comique.

### Œuvres
Des poèmes d'Ogier nous sont parvenus, dont de la poésie de circonstance, mais on le connaît surtout comme dramaturge. 

#### Les Sept Péchés capitaux
- (nl) De gulsigheyt, représentée à la chambre De Olyf-tack, le 18 octobre 1639, à Anvers.
- (nl) De hooveerdigheyt, farce représentée à la chambre des Violieren, le 18 octobre 1644, à Anvers.
- (nl) De gramschap, représentée à la chambre des Violieren, le 18 octobre 1645, à Anvers.
- (nl) De onkuysheydt, représentée à la chambre des Violieren, le 18 octobre 1646, à Anvers.
- (nl) Den haet en nydt, représentée à la chambre des Violieren, le 18 octobre 1647, à Anvers.
- (nl) De traegheydt, représentée à la chambre De Olyf-tack (fusionnée avec les Violieren), le 18 octobre 1677, à Anvers.
- (nl) De gierigheydt, représentée à la chambre De Olyf-tack (fusionnée avec les Violieren), le 18 février 1678, à Anvers.

Les sept pièces sur les péchés capitaux, réunies dans un seul ouvrage, ont paru sous le titre De seven hooft-sonden à Anvers et à Amsterdam (chez Michiel de Groot, libraire au Nieuwen dijck), en 1682.

#### Autres pièces
- (nl) De Turcksche Historie van Mahomet ende Erena (L'Histoire turque de Mahomet et d'Erena), comédie, représentée à Anvers en 1661 ;
- (nl) Belachelyck misverstant ofte boere geck (Le Malentendu ridicule ou le Paysan idiot), représentée 18 octobre 1680 à la chambre De Olyf-tack, à Anvers[3].

Les pièces De seven Hooft-sonden et Belachelyck misverstant ofte boere geck ont été rééditées à Anvers en 1715.  Une réimpression exacte des Seven Hooft-sonden est parue à Anvers en 1890 ; la même année, une réimpression du Belachelyck misverstant ofte boere geck est sortie des presses.

### Sources
- (nl) FREDERIKS, Johannes Godefridus, et Frans Jozef VAN DEN BRANDEN.  Biographisch woordenboek der Noord- en Zuidnederlandsche letterkunde, Amsterdam, L.J. Veen, 1888-1891.
- (fr) SIEGENBEEK, Matthijs.  Précis de l'histoire littéraire des pays-bas, trad du hollandais, Gand, Vandekerckhove, 1827.
- (nl) STUIVELING, Garmt.  De Nederlandse en Vlaamse auteurs van middeleeuwen tot heden met inbegrip van de Friese auteurs (réd. Gerrit Jan van Bork et Pieter Jozias Verkruijsse), Weesp, De Haan, 1985.
- (nl) TER LAAN, Kornelis.  Letterkundig woordenboek voor Noord en Zuid, 2e impr., La Haye/Jakarta, G.B. van Goor Zonen's Uitgeversmaatschappij, 1952.
- (nl) VAN DEN BRANDEN, Frans Jozef.  Willem Ogier, tooneeldichter 1618-1689, Anvers, V. Resseler, 1914.
- (nl) VAN ES, Gustaaf Amandus, et Edward ROMBAUTS.  Geschiedenis van de letterkunde der Nederlanden. vol 5, Bois-le-Duc, Teulings / Anvers-Bruxelles, Standaard-boekhandel, 1952
- (nl) WITSEN GEYSBEEK, Pieter Gerardus.  Biographisch anthologisch en critisch woordenboek der Nederduitsche dichters, vol. 5, OGI-VER, Amsterdam, C.L. Schleijer, 1824.